# Lampadia webbiana
Lampadia webbiana é uma espécie de gastrópode  da família Helicidae
É endémica de Portugal.